# Élections municipales de 2014 dans la Vienne
Les élections municipales dans la Vienne se sont déroulées les 23 et 30 mars 2014.

## Maires sortants et maires élus
Le scrutin est marqué par une stabilité quasi-complète. Exceptions faites, passage de Neuville-de-Poitou à droite et perte de Loudun par l'UMP au profit d'un divers droite.
| Commune                        | Population | Maire sortant          | Parti | Parti | Maire élu              | Parti | Parti |
| ------------------------------ | ---------- | ---------------------- | ----- | ----- | ---------------------- | ----- | ----- |
| Buxerolles                     | 10 007     | Jean-Louis Chardonneau |       | DVG   | Jean-Louis Chardonneau |       | DVG   |
| Chasseneuil-du-Poitou          | 4 526      | Claude Eidelstein      |       | UMP   | Claude Eidelstein      |       | UMP   |
| Châtellerault                  | 31 902     | Jean-Pierre Abelin     |       | UDI   | Jean-Pierre Abelin     |       | UDI   |
| Chauvigny                      | 6 838      | Gérard Herbert         |       | DVD   | Gérard Herbert         |       | DVD   |
| Fontaine-le-Comte              | 3 739      | Philippe Brottier      |       | PS    | Philippe Brottier      |       | PS    |
| Jaunay-Clan                    | 5 866      | Francis Girault        |       | DVD   | Jérôme Neveux          |       | UDI   |
| Loudun                         | 6 904      | Elefthérios Benas      |       | UMP   | Joël Dazas             |       | DVD   |
| Mignaloux-Beauvoir             | 3 949      | Gérard Sol             |       | PS    | Gérard Sol             |       | PS    |
| Migné-Auxances                 | 6 008      | Florence Jardin        |       | PS    | Florence Jardin        |       | PS    |
| Montmorillon                   | 6 319      | Yves Bouloux           |       | UMP   | Yves Bouloux           |       | UMP   |
| Naintré                        | 5 838      | Christian Michaud      |       | PS    | Christine Piaulet      |       | PS    |
| Neuville-de-Poitou             | 5 195      | Jean Petit             |       | PS    | Séverine Saint-Pé      |       | UMP   |
| Poitiers                       | 87 906     | Alain Claeys           |       | PS    | Alain Claeys           |       | PS    |
| Saint-Benoît                   | 6 987      | Dominique Clément      |       | DVD   | Dominique Clément      |       | DVD   |
| Saint-Georges-lès-Baillargeaux | 3 987      | Jean-Claude Boutet     |       | DVD   | Jean-Claude Boutet     |       | DVD   |
| Vivonne                        | 3 799      | Maurice Ramblière      |       | DVD   | Maurice Ramblière      |       | DVD   |
| Vouillé                        | 3 612      | Alain Jordan           |       | DVD   | Éric Martin            |       | DVD   |
| Vouneuil-sous-Biard            | 5 180      | Alain Tanguy           |       | DVD   | Alain Tanguy           |       | DVD   |

### Résultats en nombre de maires
| Partis       | Partis                               | Maires sortants | Maires élus | Évolution     |
| ------------ | ------------------------------------ | --------------- | ----------- | ------------- |
|              | Union pour un mouvement populaire    | 5               | 5           | en stagnation |
|              | Divers droite                        | 3               | 3           | en stagnation |
|              | Union des démocrates et indépendants | 1               | 2           | 1             |
| Total droite | Total droite                         | 9               | 10          | 1             |
|              | Divers gauche                        | 2               | 2           | en stagnation |
|              | Parti socialiste                     | 6               | 5           | 1             |
| Total gauche | Total gauche                         | 8               | 7           | 1             |
|              | Divers                               | 1               | 1           | en stagnation |
| Total        | Total                                | 40              | 40          | -             |

## Résultats dans les communes de plus de2 000 habitants

### Bonneuil-Matours
- Maire sortant : Isabelle Enon (DVD)
- 19 sièges à pourvoir au conseil municipal (population légale 2011 : 2 065 habitants)
- 3 sièges à pourvoir au conseil communautaire (CA Grand Châtellerault)

|                          | Isabelle Enon *    | DVD            | 593   | 53,13  | 15 | 2 |  |  |
|                          | Gilles Fauchard    | SE             | 304   | 27,24  | 2  | 1 |  |  |
|                          | Jacqueline Bruneau | SE             | 219   | 19,62  | 2  |   |  |  |
|                          |                    |                |       |        |    |   |  |  |
| Inscrits                 | Inscrits           | Inscrits       | 1 614 | 100,00 |    |   |  |  |
| Abstentions              | Abstentions        | Abstentions    | 462   | 28,62  |    |   |  |  |
| Votants                  | Votants            | Votants        | 1 152 | 71,38  |    |   |  |  |
| Blancs et nuls           | Blancs et nuls     | Blancs et nuls | 36    | 3,13   |    |   |  |  |
| Exprimés                 | Exprimés           | Exprimés       | 1 116 | 96,88  |    |   |  |  |
| * Liste du maire sortant |                    |                |       |        |    |   |  |  |

### Buxerolles
- Maire sortant : Jean-Louis Chardonneau (DVG)
- 33 sièges à pourvoir au conseil municipal (population légale 2011 : 10 007 habitants)
- 6 sièges à pourvoir au conseil communautaire (CU Grand Poitiers)

|                          | Jean-Louis Chardonneau * | DVG            | 2 154 | 50,83  | 26 | 5 |  |  |
|                          | Gérald Blanchard         | DVD            | 1 626 | 38,37  | 6  | 1 |  |  |
|                          | Alain Barreau            | DVG            | 457   | 10,78  | 1  |   |  |  |
|                          |                          |                |       |        |    |   |  |  |
| Inscrits                 | Inscrits                 | Inscrits       | 7 338 | 100,00 |    |   |  |  |
| Abstentions              | Abstentions              | Abstentions    | 2 877 | 39,21  |    |   |  |  |
| Votants                  | Votants                  | Votants        | 4 461 | 60,79  |    |   |  |  |
| Blancs et nuls           | Blancs et nuls           | Blancs et nuls | 224   | 5,02   |    |   |  |  |
| Exprimés                 | Exprimés                 | Exprimés       | 4 237 | 94,98  |    |   |  |  |
| * Liste du maire sortant |                          |                |       |        |    |   |  |  |

### Chasseneuil-du-Poitou
- Maire sortant : Claude Eidelstein (DVD)
- 27 sièges à pourvoir au conseil municipal (population légale 2011 : 4 526 habitants)
- 3 sièges à pourvoir au conseil communautaire (CU Grand Poitiers)

|                          | Claude Eidelstein * | DVD            | 1 305 | 73,68  | 24 | 3 |  |  |
|                          | Christian Nicole    | PS             | 466   | 26,31  | 3  |   |  |  |
|                          |                     |                |       |        |    |   |  |  |
| Inscrits                 | Inscrits            | Inscrits       | 2 798 | 100,00 |    |   |  |  |
| Abstentions              | Abstentions         | Abstentions    | 944   | 33,74  |    |   |  |  |
| Votants                  | Votants             | Votants        | 1 854 | 66,26  |    |   |  |  |
| Blancs et nuls           | Blancs et nuls      | Blancs et nuls | 83    | 4,48   |    |   |  |  |
| Exprimés                 | Exprimés            | Exprimés       | 1 771 | 95,52  |    |   |  |  |
| * Liste du maire sortant |                     |                |       |        |    |   |  |  |

### Châtellerault
- Maire sortant : Jean-Pierre Abelin (UDI)
- 39 sièges à pourvoir au conseil municipal (population légale 2011 : 31 902 habitants)
- 24 sièges à pourvoir au conseil communautaire (CA Grand Châtellerault)

| Tête de liste            | Tête de liste        | Liste          | Premier tour | Premier tour | Second tour | Second tour | Sièges | Sièges |
| Tête de liste            | Tête de liste        | Liste          | Voix         | %            | Voix        | %           | CM     | CC     |
| ------------------------ | -------------------- | -------------- | ------------ | ------------ | ----------- | ----------- | ------ | ------ |
|                          | Jean-Pierre Abelin * | UDI            | 5 393        | 42,16        | 6 353       | 47,38       | 29     | 18     |
|                          | Michel Guerin        | PS             | 4 545        | 35,53        | 5 259       | 39,22       | 8      | 5      |
|                          | Éric Audebert        | FN             | 2 235        | 17,47        | 1 796       | 13,39       | 2      | 1      |
|                          | Patrice Villeret     | EXG            | 618          | 4,83         |             |             |        |        |
|                          |                      |                |              |              |             |             |        |        |
| Inscrits                 | Inscrits             | Inscrits       | 23 903       | 100,00       | 23 903      | 100,00      |        |        |
| Abstentions              | Abstentions          | Abstentions    | 10 699       | 44,76        | 10 134      | 42,40       |        |        |
| Votants                  | Votants              | Votants        | 13 204       | 55,24        | 13 769      | 57,60       |        |        |
| Blancs et nuls           | Blancs et nuls       | Blancs et nuls | 413          | 3,13         | 361         | 2,62        |        |        |
| Exprimés                 | Exprimés             | Exprimés       | 12 791       | 96,87        | 13 408      | 97,38       |        |        |
| * Liste du maire sortant |                      |                |              |              |             |             |        |        |

### Chauvigny
- Maire sortant : Gérard Herbert (UMP)
- 29 sièges à pourvoir au conseil municipal (population légale 2011 : 6 838 habitants)
- 14 sièges à pourvoir au conseil communautaire (CU Grand Poitiers)

|                          | Gérard Herbert * | DVD            | 2 210 | 63,94  | 24 | 12 |  |  |
|                          | Éric Puisais     | DVG            | 1 246 | 36,05  | 5  | 2  |  |  |
|                          |                  |                |       |        |    |    |  |  |
| Inscrits                 | Inscrits         | Inscrits       | 5 519 | 100,00 |    |    |  |  |
| Abstentions              | Abstentions      | Abstentions    | 1 848 | 33,48  |    |    |  |  |
| Votants                  | Votants          | Votants        | 3 671 | 66,52  |    |    |  |  |
| Blancs et nuls           | Blancs et nuls   | Blancs et nuls | 215   | 5,86   |    |    |  |  |
| Exprimés                 | Exprimés         | Exprimés       | 3 456 | 94,14  |    |    |  |  |
| * Liste du maire sortant |                  |                |       |        |    |    |  |  |

### Cissé
- Maire sortant : Annette Savin (UMP)
- 23 sièges à pourvoir au conseil municipal (population légale 2011 : 2 598 habitants)
- 4 sièges à pourvoir au conseil communautaire (CC du Haut Poitou)

|                          | Annette Savin * | UMP            | 684   | 100,00 | 23 | 4 |  |  |
|                          |                 |                |       |        |    |   |  |  |
| Inscrits                 | Inscrits        | Inscrits       | 1 959 | 100,00 |    |   |  |  |
| Abstentions              | Abstentions     | Abstentions    | 813   | 41,50  |    |   |  |  |
| Votants                  | Votants         | Votants        | 1 146 | 58,50  |    |   |  |  |
| Blancs et nuls           | Blancs et nuls  | Blancs et nuls | 462   | 40,31  |    |   |  |  |
| Exprimés                 | Exprimés        | Exprimés       | 684   | 59,69  |    |   |  |  |
| * Liste du maire sortant |                 |                |       |        |    |   |  |  |

### Civray
- Maire sortant : Jean-Bernard Brunet
- 23 sièges à pourvoir au conseil municipal (population légale 2011 : 2 878 habitants)
- 6 sièges à pourvoir au conseil communautaire (CC du Civraisien en Poitou)

|                | Gilbert Jaladeau  | SE             | 662   | 53,25  | 18 | 5 |  |  |
|                | Jean-Paul Gentils | PS             | 581   | 46,74  | 5  | 1 |  |  |
|                |                   |                |       |        |    |   |  |  |
| Inscrits       | Inscrits          | Inscrits       | 1 886 | 100,00 |    |   |  |  |
| Abstentions    | Abstentions       | Abstentions    | 556   | 29,48  |    |   |  |  |
| Votants        | Votants           | Votants        | 1 330 | 70,52  |    |   |  |  |
| Blancs et nuls | Blancs et nuls    | Blancs et nuls | 87    | 6,54   |    |   |  |  |
| Exprimés       | Exprimés          | Exprimés       | 1 243 | 93,46  |    |   |  |  |

### Dangé-Saint-Romain
- Maire sortant : Nelly Merand
- 23 sièges à pourvoir au conseil municipal (population légale 2011 : 3 112 habitants)
- 6 sièges à pourvoir au conseil communautaire (CA Grand Châtellerault)

|                          | Claude Daguisé | PS             | 1 040 | 59,42  | 19 | 5 |  |  |
|                          | Nelly Merand * | PS             | 710   | 40,57  | 4  | 1 |  |  |
|                          |                |                |       |        |    |   |  |  |
| Inscrits                 | Inscrits       | Inscrits       | 2 384 | 100,00 |    |   |  |  |
| Abstentions              | Abstentions    | Abstentions    | 583   | 24,45  |    |   |  |  |
| Votants                  | Votants        | Votants        | 1 801 | 75,55  |    |   |  |  |
| Blancs et nuls           | Blancs et nuls | Blancs et nuls | 51    | 2,83   |    |   |  |  |
| Exprimés                 | Exprimés       | Exprimés       | 1 750 | 97,17  |    |   |  |  |
| * Liste du maire sortant |                |                |       |        |    |   |  |  |

### Dissay
- Maire sortant : Louis Remblier
- 23 sièges à pourvoir au conseil municipal (population légale 2011 : 3 078 habitants)
- 5 sièges à pourvoir au conseil communautaire (CU Grand Poitiers)

|                | Michel François | DVG            | 1 032 | 100,00 | 23 | 5 |  |  |
|                |                 |                |       |        |    |   |  |  |
| Inscrits       | Inscrits        | Inscrits       | 2 295 | 100,00 |    |   |  |  |
| Abstentions    | Abstentions     | Abstentions    | 984   | 42,88  |    |   |  |  |
| Votants        | Votants         | Votants        | 1 311 | 57,12  |    |   |  |  |
| Blancs et nuls | Blancs et nuls  | Blancs et nuls | 279   | 21,28  |    |   |  |  |
| Exprimés       | Exprimés        | Exprimés       | 1 032 | 78,72  |    |   |  |  |

### Fontaine-le-Comte
- Maire sortant : Philippe Brottier
- 27 sièges à pourvoir au conseil municipal (population légale 2011 : 3 739 habitants)
- 2 sièges à pourvoir au conseil communautaire (CU Grand Poitiers)

|                          | Philippe Brottier * | DVG            | 1 268 | 100,00 | 27 | 2 |  |  |
|                          |                     |                |       |        |    |   |  |  |
| Inscrits                 | Inscrits            | Inscrits       | 2 898 | 100,00 |    |   |  |  |
| Abstentions              | Abstentions         | Abstentions    | 1 234 | 42,58  |    |   |  |  |
| Votants                  | Votants             | Votants        | 1 664 | 57,42  |    |   |  |  |
| Blancs et nuls           | Blancs et nuls      | Blancs et nuls | 396   | 23,80  |    |   |  |  |
| Exprimés                 | Exprimés            | Exprimés       | 1 268 | 76,20  |    |   |  |  |
| * Liste du maire sortant |                     |                |       |        |    |   |  |  |

### Iteuil
- Maire sortant : Françoise Micault
- 23 sièges à pourvoir au conseil municipal (population légale 2011 : 2 881 habitants)
- 4 sièges à pourvoir au conseil communautaire (CC des Vallées du Clain)

|                          | Françoise Micault * | SE             | 868   | 61,42  | 19 | 3 |  |  |
|                          | Étienne Mirakoff    | DVG            | 545   | 38,57  | 4  | 1 |  |  |
|                          |                     |                |       |        |    |   |  |  |
| Inscrits                 | Inscrits            | Inscrits       | 2 222 | 100,00 |    |   |  |  |
| Abstentions              | Abstentions         | Abstentions    | 735   | 33,08  |    |   |  |  |
| Votants                  | Votants             | Votants        | 1 487 | 66,92  |    |   |  |  |
| Blancs et nuls           | Blancs et nuls      | Blancs et nuls | 74    | 4,98   |    |   |  |  |
| Exprimés                 | Exprimés            | Exprimés       | 1 413 | 95,02  |    |   |  |  |
| * Liste du maire sortant |                     |                |       |        |    |   |  |  |

### Jaunay-Clan
- Maire sortant : Francis Girault (DVD)
- 29 sièges à pourvoir au conseil municipal (population légale 2011 : 5 866 habitants)
- 8 sièges à pourvoir au conseil communautaire (CC du Val Vert du Clain)

|                | Jérôme Neveux      | UDI            | 1 791 | 68,75  | 25 | 7 |  |  |
|                | Dany Lagrandmaison | DVG            | 814   | 31,24  | 4  | 1 |  |  |
|                |                    |                |       |        |    |   |  |  |
| Inscrits       | Inscrits           | Inscrits       | 4 364 | 100,00 |    |   |  |  |
| Abstentions    | Abstentions        | Abstentions    | 1 596 | 36,57  |    |   |  |  |
| Votants        | Votants            | Votants        | 2 768 | 63,43  |    |   |  |  |
| Blancs et nuls | Blancs et nuls     | Blancs et nuls | 163   | 5,89   |    |   |  |  |
| Exprimés       | Exprimés           | Exprimés       | 2 605 | 94,11  |    |   |  |  |

### Lencloître
- Maire sortant : Henri Colin
- 23 sièges à pourvoir au conseil municipal (population légale 2011 : 2 507 habitants)
- 5 sièges à pourvoir au conseil communautaire (CA Grand Châtellerault)

|                          | Henri Colin *  | UDI            | 866   | 100,00 | 23 | 5 |  |  |
|                          |                |                |       |        |    |   |  |  |
| Inscrits                 | Inscrits       | Inscrits       | 1 819 | 100,00 |    |   |  |  |
| Abstentions              | Abstentions    | Abstentions    | 763   | 41,95  |    |   |  |  |
| Votants                  | Votants        | Votants        | 1 056 | 58,05  |    |   |  |  |
| Blancs et nuls           | Blancs et nuls | Blancs et nuls | 190   | 17,99  |    |   |  |  |
| Exprimés                 | Exprimés       | Exprimés       | 866   | 82,01  |    |   |  |  |
| * Liste du maire sortant |                |                |       |        |    |   |  |  |

### Ligugé
- Maire sortant : Bernard Mauze
- 23 sièges à pourvoir au conseil municipal (population légale 2011 : 3 080 habitants)
- 2 sièges à pourvoir au conseil communautaire (CU Grand Poitiers)

|                | Joëlle Peltier      | SE             | 1 073 | 64,02  | 19 | 2 |  |  |
|                | Jean-Philippe Ruaud | PS             | 603   | 35,97  | 4  |   |  |  |
|                |                     |                |       |        |    |   |  |  |
| Inscrits       | Inscrits            | Inscrits       | 2 465 | 100,00 |    |   |  |  |
| Abstentions    | Abstentions         | Abstentions    | 693   | 28,11  |    |   |  |  |
| Votants        | Votants             | Votants        | 1 772 | 71,89  |    |   |  |  |
| Blancs et nuls | Blancs et nuls      | Blancs et nuls | 96    | 5,42   |    |   |  |  |
| Exprimés       | Exprimés            | Exprimés       | 1 676 | 94,58  |    |   |  |  |

### Loudun
- Maire sortant : Elefthérios Benas (UMP)
- 29 sièges à pourvoir au conseil municipal (population légale 2011 : 6 904 habitants)
- 16 sièges à pourvoir au conseil communautaire (CC du Pays loudunais)

| Tête de liste            | Tête de liste       | Liste          | Premier tour | Premier tour | Second tour | Second tour | Sièges | Sièges |
| Tête de liste            | Tête de liste       | Liste          | Voix         | %            | Voix        | %           | CM     | CC     |
| ------------------------ | ------------------- | -------------- | ------------ | ------------ | ----------- | ----------- | ------ | ------ |
|                          | Joël Dazas          | DVD            | 1 603        | 47,90        | 1 906       | 71,14       | 25     | 14     |
|                          | Elefthérios Benas * | UMP            | 1 256        | 37,53        |             |             |        |        |
|                          | Pierre Lantier      | DVG            | 487          | 14,55        | 773         | 28,85       | 4      | 2      |
|                          |                     |                |              |              |             |             |        |        |
| Inscrits                 | Inscrits            | Inscrits       | 5 365        | 100,00       | 5 366       | 100,00      |        |        |
| Abstentions              | Abstentions         | Abstentions    | 1 855        | 34,58        | 2 349       | 43,78       |        |        |
| Votants                  | Votants             | Votants        | 3 510        | 65,42        | 3 017       | 56,22       |        |        |
| Blancs et nuls           | Blancs et nuls      | Blancs et nuls | 164          | 4,67         | 338         | 11,20       |        |        |
| Exprimés                 | Exprimés            | Exprimés       | 3 346        | 95,33        | 2 679       | 88,80       |        |        |
| * Liste du maire sortant |                     |                |              |              |             |             |        |        |

### Lusignan
- Maire sortant : René Gibault
- 23 sièges à pourvoir au conseil municipal (population légale 2011 : 2 633 habitants)
- 5 sièges à pourvoir au conseil communautaire (CU Grand Poitiers)

|                          | René Gibault *  | PS             | 686   | 53,67  | 18 | 4 |  |  |
|                          | Patrice Lalande | SE             | 592   | 46,32  | 5  | 1 |  |  |
|                          |                 |                |       |        |    |   |  |  |
| Inscrits                 | Inscrits        | Inscrits       | 1 889 | 100,00 |    |   |  |  |
| Abstentions              | Abstentions     | Abstentions    | 529   | 28,00  |    |   |  |  |
| Votants                  | Votants         | Votants        | 1 360 | 72,00  |    |   |  |  |
| Blancs et nuls           | Blancs et nuls  | Blancs et nuls | 82    | 6,03   |    |   |  |  |
| Exprimés                 | Exprimés        | Exprimés       | 1 278 | 93,97  |    |   |  |  |
| * Liste du maire sortant |                 |                |       |        |    |   |  |  |

### Lussac-les-Châteaux
- Maire sortant : Annie Lagrange
- 19 sièges à pourvoir au conseil municipal (population légale 2011 : 2 334 habitants)
- 5 sièges à pourvoir au conseil communautaire (CC Vienne et Gartempe)

|                          | Annie Lagrange * | UMP            | 794   | 62,96  | 16 | 4 |  |  |
|                          | Thierry Mesmin   | PS             | 467   | 37,03  | 3  | 1 |  |  |
|                          |                  |                |       |        |    |   |  |  |
| Inscrits                 | Inscrits         | Inscrits       | 1 809 | 100,00 |    |   |  |  |
| Abstentions              | Abstentions      | Abstentions    | 485   | 26,81  |    |   |  |  |
| Votants                  | Votants          | Votants        | 1 324 | 73,19  |    |   |  |  |
| Blancs et nuls           | Blancs et nuls   | Blancs et nuls | 63    | 4,76   |    |   |  |  |
| Exprimés                 | Exprimés         | Exprimés       | 1 261 | 95,24  |    |   |  |  |
| * Liste du maire sortant |                  |                |       |        |    |   |  |  |

### Mignaloux-Beauvoir
- Maire sortant : Gérard Sol (PS)
- 27 sièges à pourvoir au conseil municipal (population légale 2011 : 3 949 habitants)
- 3 sièges à pourvoir au conseil communautaire (CU Grand Poitiers)

|                          | Gérard Sol *   | PS             | 1 518 | 100,00 | 27 | 3 |  |  |
|                          |                |                |       |        |    |   |  |  |
| Inscrits                 | Inscrits       | Inscrits       | 3 045 | 100,00 |    |   |  |  |
| Abstentions              | Abstentions    | Abstentions    | 1 248 | 40,99  |    |   |  |  |
| Votants                  | Votants        | Votants        | 1 797 | 59,01  |    |   |  |  |
| Blancs et nuls           | Blancs et nuls | Blancs et nuls | 279   | 15,53  |    |   |  |  |
| Exprimés                 | Exprimés       | Exprimés       | 1 518 | 84,47  |    |   |  |  |
| * Liste du maire sortant |                |                |       |        |    |   |  |  |

### Migné-Auxances
- Maire sortant : Florence Jardin (DVG)
- 29 sièges à pourvoir au conseil municipal (population légale 2011 : 6 008 habitants)
- 4 sièges à pourvoir au conseil communautaire (CU Grand Poitiers)

|                          | Florence Jardin * | DVG            | 1 837 | 59,81  | 24 | 4 |  |  |
|                          | Patrice Auzanneau | DVD            | 785   | 25,56  | 3  |   |  |  |
|                          | Jean-Marc Maziere | DVD            | 449   | 14,62  | 2  |   |  |  |
|                          |                   |                |       |        |    |   |  |  |
| Inscrits                 | Inscrits          | Inscrits       | 4 704 | 100,00 |    |   |  |  |
| Abstentions              | Abstentions       | Abstentions    | 1 532 | 32,57  |    |   |  |  |
| Votants                  | Votants           | Votants        | 3 172 | 67,43  |    |   |  |  |
| Blancs et nuls           | Blancs et nuls    | Blancs et nuls | 101   | 3,18   |    |   |  |  |
| Exprimés                 | Exprimés          | Exprimés       | 3 071 | 96,82  |    |   |  |  |
| * Liste du maire sortant |                   |                |       |        |    |   |  |  |

### Mirebeau
- Maire sortant : Daniel Girardeau
- 19 sièges à pourvoir au conseil municipal (population légale 2011 : 2 163 habitants)
- 6 sièges à pourvoir au conseil communautaire (CC du Haut Poitou)

|                          | Daniel Girardeau * | UMP            | 534   | 52,55  | 15 | 5 |  |  |
|                          | Danièle Rousselle  | SE             | 267   | 26,27  | 2  | 1 |  |  |
|                          | Stéphane Omer      | SE             | 215   | 21,16  | 2  |   |  |  |
|                          |                    |                |       |        |    |   |  |  |
| Inscrits                 | Inscrits           | Inscrits       | 1 481 | 100,00 |    |   |  |  |
| Abstentions              | Abstentions        | Abstentions    | 428   | 28,90  |    |   |  |  |
| Votants                  | Votants            | Votants        | 1 053 | 71,10  |    |   |  |  |
| Blancs et nuls           | Blancs et nuls     | Blancs et nuls | 37    | 3,51   |    |   |  |  |
| Exprimés                 | Exprimés           | Exprimés       | 1 016 | 96,49  |    |   |  |  |
| * Liste du maire sortant |                    |                |       |        |    |   |  |  |

### Montamisé
- Maire sortant : Corine Sauvage
- 23 sièges à pourvoir au conseil municipal (population légale 2011 : 3 279 habitants)
- 2 sièges à pourvoir au conseil communautaire (CU Grand Poitiers)

|                | Corine Sauvage       | DVG            | 1 044 | 58,88  | 19 | 2 |  |  |
|                | Jean-Jacques Bergeon | DVG            | 729   | 41,11  | 4  |   |  |  |
|                |                      |                |       |        |    |   |  |  |
| Inscrits       | Inscrits             | Inscrits       | 2 594 | 100,00 |    |   |  |  |
| Abstentions    | Abstentions          | Abstentions    | 736   | 28,37  |    |   |  |  |
| Votants        | Votants              | Votants        | 1 858 | 71,63  |    |   |  |  |
| Blancs et nuls | Blancs et nuls       | Blancs et nuls | 85    | 4,57   |    |   |  |  |
| Exprimés       | Exprimés             | Exprimés       | 1 773 | 95,43  |    |   |  |  |

### Montmorillon
- Maire sortant : Yves Bouloux (DVD)
- 29 sièges à pourvoir au conseil municipal (population légale 2011 : 6 319 habitants)
- 14 sièges à pourvoir au conseil communautaire (CC Vienne et Gartempe)

| Tête de liste            | Tête de liste      | Liste          | Premier tour | Premier tour | Second tour | Second tour | Sièges | Sièges |
| Tête de liste            | Tête de liste      | Liste          | Voix         | %            | Voix        | %           | CM     | CC     |
| ------------------------ | ------------------ | -------------- | ------------ | ------------ | ----------- | ----------- | ------ | ------ |
|                          | Yves Bouloux *     | UDI            | 1 607        | 48,84        | 1 681       | 50,48       | 22     | 11     |
|                          | Guy Gevaudan       | PS-PCF-EELV    | 1 252        | 38,05        | 1 395       | 41,89       | 6      | 3      |
|                          | Christophe Cafardy | SE             | 431          | 13,10        | 254         | 7,62        | 1      |        |
|                          |                    |                |              |              |             |             |        |        |
| Inscrits                 | Inscrits           | Inscrits       | 4 654        | 100,00       | 4 652       | 100,00      |        |        |
| Abstentions              | Abstentions        | Abstentions    | 1 251        | 26,88        | 1 257       | 27,02       |        |        |
| Votants                  | Votants            | Votants        | 3 403        | 73,12        | 3 395       | 72,98       |        |        |
| Blancs et nuls           | Blancs et nuls     | Blancs et nuls | 113          | 3,32         | 65          | 1,91        |        |        |
| Exprimés                 | Exprimés           | Exprimés       | 3 290        | 96,68        | 3 330       | 98,09       |        |        |
| * Liste du maire sortant |                    |                |              |              |             |             |        |        |

### Naintré
- Maire sortant : Christian Michaud (PS)
- 29 sièges à pourvoir au conseil municipal (population légale 2011 : 5 838 habitants)
- 5 sièges à pourvoir au conseil communautaire (CA Grand Châtellerault)

| Tête de liste            | Tête de liste       | Liste          | Premier tour | Premier tour | Second tour | Second tour | Sièges | Sièges |
| Tête de liste            | Tête de liste       | Liste          | Voix         | %            | Voix        | %           | CM     | CC     |
| ------------------------ | ------------------- | -------------- | ------------ | ------------ | ----------- | ----------- | ------ | ------ |
|                          | Christine Piaulet   | PS-PCF-EELV    | 909          | 35,75        | 1 149       | 41,34       | 21     | 4      |
|                          | Christian Michaud * | PS             | 860          | 33,83        | 1 016       | 36,55       | 5      | 1      |
|                          | Bernard Rimbeau     | PS             | 773          | 30,40        | 614         | 22,09       | 3      |        |
|                          |                     |                |              |              |             |             |        |        |
| Inscrits                 | Inscrits            | Inscrits       | 4 390        | 100,00       | 4 390       | 100,00      |        |        |
| Abstentions              | Abstentions         | Abstentions    | 1 499        | 34,15        | 1 417       | 32,28       |        |        |
| Votants                  | Votants             | Votants        | 2 891        | 65,85        | 2 973       | 67,72       |        |        |
| Blancs et nuls           | Blancs et nuls      | Blancs et nuls | 349          | 12,07        | 194         | 6,53        |        |        |
| Exprimés                 | Exprimés            | Exprimés       | 2 542        | 87,93        | 2 779       | 93,47       |        |        |
| * Liste du maire sortant |                     |                |              |              |             |             |        |        |

### Neuville-de-Poitou
- Maire sortant : Jean Petit (PS)
- 29 sièges à pourvoir au conseil municipal (population légale 2011 : 5 195 habitants)
- 8 sièges à pourvoir au conseil communautaire (CC du Haut Poitou)

|                | Séverine Saint-pe | UMP            | 1 300 | 56,71  | 23 | 6 |  |  |
|                | Gérard Chaplet    | PS             | 992   | 43,28  | 6  | 2 |  |  |
|                |                   |                |       |        |    |   |  |  |
| Inscrits       | Inscrits          | Inscrits       | 3 582 | 100,00 |    |   |  |  |
| Abstentions    | Abstentions       | Abstentions    | 1 174 | 32,77  |    |   |  |  |
| Votants        | Votants           | Votants        | 2 408 | 67,23  |    |   |  |  |
| Blancs et nuls | Blancs et nuls    | Blancs et nuls | 116   | 4,82   |    |   |  |  |
| Exprimés       | Exprimés          | Exprimés       | 2 292 | 95,18  |    |   |  |  |

### Nieuil-l'Espoir
- Maire sortant : Gilbert Beaujaneau
- 19 sièges à pourvoir au conseil municipal (population légale 2011 : 2 377 habitants)
- 3 sièges à pourvoir au conseil communautaire (CC des Vallées du Clain)

|                          | Gilbert Beaujaneau * | UMP            | 993   | 100,00 | 19 | 3 |  |  |
|                          |                      |                |       |        |    |   |  |  |
| Inscrits                 | Inscrits             | Inscrits       | 1 698 | 100,00 |    |   |  |  |
| Abstentions              | Abstentions          | Abstentions    | 520   | 30,62  |    |   |  |  |
| Votants                  | Votants              | Votants        | 1 178 | 69,38  |    |   |  |  |
| Blancs et nuls           | Blancs et nuls       | Blancs et nuls | 185   | 15,70  |    |   |  |  |
| Exprimés                 | Exprimés             | Exprimés       | 993   | 84,30  |    |   |  |  |
| * Liste du maire sortant |                      |                |       |        |    |   |  |  |

### Nouaillé-Maupertuis
- Maire sortant : Henri Bosq
- 23 sièges à pourvoir au conseil municipal (population légale 2011 : 2 751 habitants)
- 4 sièges à pourvoir au conseil communautaire (CC des Vallées du Clain)

|                          | Michel Bugnet  | SE             | 1 169 | 70,08  | 20 | 4 |  |  |
|                          | Henri Bosq *   | DVD            | 499   | 29,91  | 3  |   |  |  |
|                          |                |                |       |        |    |   |  |  |
| Inscrits                 | Inscrits       | Inscrits       | 2 309 | 100,00 |    |   |  |  |
| Abstentions              | Abstentions    | Abstentions    | 564   | 24,43  |    |   |  |  |
| Votants                  | Votants        | Votants        | 1 745 | 75,57  |    |   |  |  |
| Blancs et nuls           | Blancs et nuls | Blancs et nuls | 77    | 4,41   |    |   |  |  |
| Exprimés                 | Exprimés       | Exprimés       | 1 668 | 95,59  |    |   |  |  |
| * Liste du maire sortant |                |                |       |        |    |   |  |  |

### Poitiers
- Maire sortant : Alain Claeys (PS)
- 53 sièges à pourvoir au conseil municipal (population légale 2011 : 87 906 habitants)
- 31 sièges à pourvoir au conseil communautaire (CU Grand Poitiers)

| Tête de liste            | Tête de liste      | Liste                | Premier tour | Premier tour | Second tour | Second tour | Sièges | Sièges |
| Tête de liste            | Tête de liste      | Liste                | Voix         | %            | Voix        | %           | CM     | CC     |
| ------------------------ | ------------------ | -------------------- | ------------ | ------------ | ----------- | ----------- | ------ | ------ |
|                          | Alain Claeys *     | PS-PCF               | 8 521        | 35,66        | 10 278      | 41,08       | 38     | 23     |
|                          | Jacqueline Daigre  | UMP-UDI              | 5 763        | 24,11        | 8 552       | 34,18       | 9      | 5      |
|                          | Christiane Fraysse | EELV-PG-Ensemble-NPA | 3 653        | 15,28        | 3 766       | 15,05       | 4      | 2      |
|                          | Alain Verdin       | FN                   | 2 861        | 11,97        | 2 420       | 9,67        | 2      | 1      |
|                          | Éric Duboc         | UDI-UMP diss.-MoDem  | 2 418        | 10,11        |             |             |        |        |
|                          | Ludovic Gaillard   | LO                   | 678          | 2,83         |             |             |        |        |
|                          |                    |                      |              |              |             |             |        |        |
| Inscrits                 | Inscrits           | Inscrits             | 47 444       | 100,00       | 47 243      | 100,00      |        |        |
| Abstentions              | Abstentions        | Abstentions          | 22 681       | 47,81        | 21 506      | 45,52       |        |        |
| Votants                  | Votants            | Votants              | 24 763       | 52,19        | 25 737      | 54,48       |        |        |
| Blancs et nuls           | Blancs et nuls     | Blancs et nuls       | 869          | 3,51         | 721         | 2,80        |        |        |
| Exprimés                 | Exprimés           | Exprimés             | 23 894       | 96,49        | 25 016      | 97,20       |        |        |
| * Liste du maire sortant |                    |                      |              |              |             |             |        |        |

### Quinçay
- Maire sortant : Joseph Puaut
- 19 sièges à pourvoir au conseil municipal (population légale 2011 : 2 173 habitants)
- 4 sièges à pourvoir au conseil communautaire (CC du Haut Poitou)

|                | Philippe Brault | DVG            | 766   | 100,00 | 19 | 4 |  |  |
|                |                 |                |       |        |    |   |  |  |
| Inscrits       | Inscrits        | Inscrits       | 1 601 | 100,00 |    |   |  |  |
| Abstentions    | Abstentions     | Abstentions    | 639   | 39,91  |    |   |  |  |
| Votants        | Votants         | Votants        | 962   | 60,09  |    |   |  |  |
| Blancs et nuls | Blancs et nuls  | Blancs et nuls | 196   | 20,37  |    |   |  |  |
| Exprimés       | Exprimés        | Exprimés       | 766   | 79,63  |    |   |  |  |

### Rouillé
- Maire sortant : Rémi Gault
- 23 sièges à pourvoir au conseil municipal (population légale 2011 : 2 537 habitants)
- 5 sièges à pourvoir au conseil communautaire (CU Grand Poitiers)

|                          | Véronique Rochais-cheminée | SE             | 780   | 61,56  | 19 | 4 |  |  |
|                          | Rémi Gault *               | DVD            | 487   | 38,43  | 4  | 1 |  |  |
|                          |                            |                |       |        |    |   |  |  |
| Inscrits                 | Inscrits                   | Inscrits       | 1 781 | 100,00 |    |   |  |  |
| Abstentions              | Abstentions                | Abstentions    | 419   | 23,53  |    |   |  |  |
| Votants                  | Votants                    | Votants        | 1 362 | 76,47  |    |   |  |  |
| Blancs et nuls           | Blancs et nuls             | Blancs et nuls | 95    | 6,98   |    |   |  |  |
| Exprimés                 | Exprimés                   | Exprimés       | 1 267 | 93,02  |    |   |  |  |
| * Liste du maire sortant |                            |                |       |        |    |   |  |  |

### Saint-Benoît
- Maire sortant : Dominique Clément (UMP)
- 29 sièges à pourvoir au conseil municipal (population légale 2011 : 6 987 habitants)
- 4 sièges à pourvoir au conseil communautaire (CU Grand Poitiers)

|                | Dominique Clément | DVD            | 2 340 | 71,55  | 25 | 4 |  |  |
|                | Hervé Piquion     | PS-PCF-EELV    | 930   | 28,44  | 4  |   |  |  |
|                |                   |                |       |        |    |   |  |  |
| Inscrits       | Inscrits          | Inscrits       | 5 472 | 100,00 |    |   |  |  |
| Abstentions    | Abstentions       | Abstentions    | 2 043 | 37,34  |    |   |  |  |
| Votants        | Votants           | Votants        | 3 429 | 62,66  |    |   |  |  |
| Blancs et nuls | Blancs et nuls    | Blancs et nuls | 159   | 4,64   |    |   |  |  |
| Exprimés       | Exprimés          | Exprimés       | 3 270 | 95,36  |    |   |  |  |

### Saint-Georges-lès-Baillargeaux
- Maire sortant : Jean-Claude Boutet
- 27 sièges à pourvoir au conseil municipal (population légale 2011 : 3 987 habitants)
- 6 sièges à pourvoir au conseil communautaire (CU Grand Poitiers)

|                          | Jean-Claude Boutet * | DVD            | 1 467 | 100,00 | 27 | 6 |  |  |
|                          |                      |                |       |        |    |   |  |  |
| Inscrits                 | Inscrits             | Inscrits       | 3 052 | 100,00 |    |   |  |  |
| Abstentions              | Abstentions          | Abstentions    | 1 231 | 40,33  |    |   |  |  |
| Votants                  | Votants              | Votants        | 1 821 | 59,67  |    |   |  |  |
| Blancs et nuls           | Blancs et nuls       | Blancs et nuls | 354   | 19,44  |    |   |  |  |
| Exprimés                 | Exprimés             | Exprimés       | 1 467 | 80,56  |    |   |  |  |
| * Liste du maire sortant |                      |                |       |        |    |   |  |  |

### Saint-Julien-l'Ars
- Maire sortant : Jean-Hubert Brachet
- 19 sièges à pourvoir au conseil municipal (population légale 2011 : 2 433 habitants)
- 4 sièges à pourvoir au conseil communautaire (CU Grand Poitiers)

|                          | Jean-Hubert Brachet * | DVG            | 915   | 100,00 | 19 | 4 |  |  |
|                          |                       |                |       |        |    |   |  |  |
| Inscrits                 | Inscrits              | Inscrits       | 1 867 | 100,00 |    |   |  |  |
| Abstentions              | Abstentions           | Abstentions    | 726   | 38,89  |    |   |  |  |
| Votants                  | Votants               | Votants        | 1 141 | 61,11  |    |   |  |  |
| Blancs et nuls           | Blancs et nuls        | Blancs et nuls | 226   | 19,81  |    |   |  |  |
| Exprimés                 | Exprimés              | Exprimés       | 915   | 80,19  |    |   |  |  |
| * Liste du maire sortant |                       |                |       |        |    |   |  |  |

### Scorbé-Clairvaux
- Maire sortant : Lucien Jugé
- 19 sièges à pourvoir au conseil municipal (population légale 2011 : 2 335 habitants)
- 5 sièges à pourvoir au conseil communautaire (CA Grand Châtellerault)

|                | Lucien Jugé    | UMP            | 828   | 68,59  | 16 | 5 |  |  |
|                | Josselin Kamga | SE             | 379   | 31,40  | 3  |   |  |  |
|                |                |                |       |        |    |   |  |  |
| Inscrits       | Inscrits       | Inscrits       | 1 876 | 100,00 |    |   |  |  |
| Abstentions    | Abstentions    | Abstentions    | 613   | 32,68  |    |   |  |  |
| Votants        | Votants        | Votants        | 1 263 | 67,32  |    |   |  |  |
| Blancs et nuls | Blancs et nuls | Blancs et nuls | 56    | 4,43   |    |   |  |  |
| Exprimés       | Exprimés       | Exprimés       | 1 207 | 95,57  |    |   |  |  |

### Smarves
- Maire sortant : Philippe Barrault
- 23 sièges à pourvoir au conseil municipal (population légale 2011 : 2 580 habitants)
- 4 sièges à pourvoir au conseil communautaire (CC des Vallées du Clain)

|                          | Philippe Barrault * | SE             | 1 009 | 68,08  | 20 | 4 |  |  |
|                          | Pascale Siredey     | SE             | 473   | 31,91  | 3  |   |  |  |
|                          |                     |                |       |        |    |   |  |  |
| Inscrits                 | Inscrits            | Inscrits       | 2 056 | 100,00 |    |   |  |  |
| Abstentions              | Abstentions         | Abstentions    | 542   | 26,36  |    |   |  |  |
| Votants                  | Votants             | Votants        | 1 514 | 73,64  |    |   |  |  |
| Blancs et nuls           | Blancs et nuls      | Blancs et nuls | 32    | 2,11   |    |   |  |  |
| Exprimés                 | Exprimés            | Exprimés       | 1 482 | 97,89  |    |   |  |  |
| * Liste du maire sortant |                     |                |       |        |    |   |  |  |

### Thuré
- Maire sortant : Jean-Claude Deyna
- 23 sièges à pourvoir au conseil municipal (population légale 2011 : 2 873 habitants)
- 3 sièges à pourvoir au conseil communautaire (CA Grand Châtellerault)

| Tête de liste  | Tête de liste      | Liste          | Premier tour | Premier tour | Second tour | Second tour | Sièges | Sièges |
| Tête de liste  | Tête de liste      | Liste          | Voix         | %            | Voix        | %           | CM     | CC     |
| -------------- | ------------------ | -------------- | ------------ | ------------ | ----------- | ----------- | ------ | ------ |
|                | Dominique Chaine   | PS             | 718          | 45,50        | 779         | 49,46       | 18     | 3      |
|                | Louisette Poignand | SE             | 365          | 23,13        | 343         | 21,77       | 2      |        |
|                | Thomas Fayol       | FN             | 309          | 19,58        | 311         | 19,74       | 2      |        |
|                | Yves Pedron        | UMP            | 186          | 11,78        | 142         | 9,01        | 1      |        |
|                |                    |                |              |              |             |             |        |        |
| Inscrits       | Inscrits           | Inscrits       | 2 234        | 100,00       | 2 234       | 100,00      |        |        |
| Abstentions    | Abstentions        | Abstentions    | 606          | 27,13        | 629         | 28,16       |        |        |
| Votants        | Votants            | Votants        | 1 628        | 72,87        | 1 605       | 71,84       |        |        |
| Blancs et nuls | Blancs et nuls     | Blancs et nuls | 50           | 3,07         | 30          | 1,87        |        |        |
| Exprimés       | Exprimés           | Exprimés       | 1 578        | 96,93        | 1 575       | 98,13       |        |        |

### Valdivienne
- Maire sortant : Roland Laurendeau
- 23 sièges à pourvoir au conseil municipal (population légale 2011 : 2 623 habitants)
- 6 sièges à pourvoir au conseil communautaire (CC Vienne et Gartempe)

|                | Michel Bigeau  | PS             | 1 004 | 100,00 | 23 | 6 |  |  |
|                |                |                |       |        |    |   |  |  |
| Inscrits       | Inscrits       | Inscrits       | 1 954 | 100,00 |    |   |  |  |
| Abstentions    | Abstentions    | Abstentions    | 635   | 32,50  |    |   |  |  |
| Votants        | Votants        | Votants        | 1 319 | 67,50  |    |   |  |  |
| Blancs et nuls | Blancs et nuls | Blancs et nuls | 315   | 23,88  |    |   |  |  |
| Exprimés       | Exprimés       | Exprimés       | 1 004 | 76,12  |    |   |  |  |

### Vendeuvre-du-Poitou
- Maire sortant : Henri Renaudeau
- 23 sièges à pourvoir au conseil municipal (population légale 2011 : 3 054 habitants)
- 5 sièges à pourvoir au conseil communautaire (CC du Neuvillois)

|                          | Henri Renaudeau * | DVD            | 1 163 | 100,00 | 23 | 5 |  |  |
|                          |                   |                |       |        |    |   |  |  |
| Inscrits                 | Inscrits          | Inscrits       | 2 435 | 100,00 |    |   |  |  |
| Abstentions              | Abstentions       | Abstentions    | 999   | 41,03  |    |   |  |  |
| Votants                  | Votants           | Votants        | 1 436 | 58,97  |    |   |  |  |
| Blancs et nuls           | Blancs et nuls    | Blancs et nuls | 273   | 19,01  |    |   |  |  |
| Exprimés                 | Exprimés          | Exprimés       | 1 163 | 80,99  |    |   |  |  |
| * Liste du maire sortant |                   |                |       |        |    |   |  |  |

### Vivonne
- Maire sortant : Maurice Ramblière
- 27 sièges à pourvoir au conseil municipal (population légale 2011 : 3 799 habitants)
- 5 sièges à pourvoir au conseil communautaire (CC des Vallées du Clain)

|                | Maurice Rambliere | DVD            | 1 035 | 60,13  | 22 | 4 |  |  |
|                | Bernard Barbotin  | SE             | 686   | 39,86  | 5  | 1 |  |  |
|                |                   |                |       |        |    |   |  |  |
| Inscrits       | Inscrits          | Inscrits       | 2 504 | 100,00 |    |   |  |  |
| Abstentions    | Abstentions       | Abstentions    | 713   | 28,47  |    |   |  |  |
| Votants        | Votants           | Votants        | 1 791 | 71,53  |    |   |  |  |
| Blancs et nuls | Blancs et nuls    | Blancs et nuls | 70    | 3,91   |    |   |  |  |
| Exprimés       | Exprimés          | Exprimés       | 1 721 | 96,09  |    |   |  |  |

### Vouillé
- Maire sortant : Alain Jordan
- 27 sièges à pourvoir au conseil municipal (population légale 2011 : 3 612 habitants)
- 8 sièges à pourvoir au conseil communautaire (CC du Haut Poitou)

|                | Éric Martin    | SE             | 1 199 | 100,00 | 27 | 8 |  |  |
|                |                |                |       |        |    |   |  |  |
| Inscrits       | Inscrits       | Inscrits       | 2 623 | 100,00 |    |   |  |  |
| Abstentions    | Abstentions    | Abstentions    | 1 074 | 40,95  |    |   |  |  |
| Votants        | Votants        | Votants        | 1 549 | 59,05  |    |   |  |  |
| Blancs et nuls | Blancs et nuls | Blancs et nuls | 350   | 22,60  |    |   |  |  |
| Exprimés       | Exprimés       | Exprimés       | 1 199 | 77,40  |    |   |  |  |

### Vouneuil-sous-Biard
- Maire sortant : Alain Tanguy (DVG)
- 29 sièges à pourvoir au conseil municipal (population légale 2011 : 5 180 habitants)
- 3 sièges à pourvoir au conseil communautaire (CU Grand Poitiers)

|                          | Alain Tanguy *   | SE             | 1 619 | 64,16  | 24 | 2 |  |  |
|                          | Joël Michelin    | PS-PCF-EELV    | 904   | 35,83  | 5  | 1 |  |  |
|                          | Aurélien Dessaux | DVD            | 0     | 0,00   |    |   |  |  |
|                          |                  |                |       |        |    |   |  |  |
| Inscrits                 | Inscrits         | Inscrits       | 4 020 | 100,00 |    |   |  |  |
| Abstentions              | Abstentions      | Abstentions    | 1 385 | 34,45  |    |   |  |  |
| Votants                  | Votants          | Votants        | 2 635 | 65,55  |    |   |  |  |
| Blancs et nuls           | Blancs et nuls   | Blancs et nuls | 112   | 4,25   |    |   |  |  |
| Exprimés                 | Exprimés         | Exprimés       | 2 523 | 95,75  |    |   |  |  |
| * Liste du maire sortant |                  |                |       |        |    |   |  |  |